# يمان جاندار
تيمور شمس الدين يَمَانْ جاندار (بالتركية: Tëmur Şemseddin Yaman Candar)‏، مؤسس إمارة بني جاندار في الأناضول في أواخر القرن الثالث عشر.

شعار بيرق آل جندار بحسب أطلس الكاتالوني عام 1375م.

## سيرته
ينحدر من فرع قبيلة قايي المميز من الأتراك الأوغوز، واسمه تيمور شمس الدين يمان جاندار، ابن ألب أرسلان يمان جاندار محمد بيك، وخدم لاحقًا في جيش السلطان السلجوقي مسعود الثاني.
في عام 1291م توفي الإمبراطور أرغون خان. وأثناء الفوضى التي أعقبت وفاته، جاء الأمير السلجوقي كيليتش أرسلان (ابن كايكوس الثاني الذي كان يعيش في شبه جزيرة القرم) إلى الأناضول لانتزاع العرش السلجوقي في عام 1292م. وكان حليفه الرئيسي بنو جوبان. وحاول السلطان مسعود الثاني، الأخ الأكبر لكيليتش أرسلان، مطاردته. لكن تحالف كيليتش أرسلان مع مظفر الدين يافلاك أرسلان من بني جوبان ضد مسعود، وأُسر مسعود.
ومع ذلك، بعد هجوم مفاجئ خلال المعركة، نجح يمان جاندار في هزيمة بنو جوبان وتحرير سلطان مسعود الثاني.

## إمارته
أُعحب الإمبراطور الجديد كيخاتو بيمان جاندار وأعطى له قسطموني في منطقة البحر الأسود في تركيا لتكون إقطاعيةّ له. لا يوجد سجل عن حياة يمان جاندار اللاحقة، لكن يُعتقد أنه مات في أوائل القرن الرابع عشر.
حكم بني جاندار قسطموني بعد وفاة يمان جاندار، وخلفه ابنه شجاع الدين سليمان پاشا الأول (بالتركية: Şücaeddin I. Süleyman Bey)‏ حاكمًا لها من بعده.